# Euriade
Die Euriade ist ein seit 1975 jährlich durch die Stichting Euriade (niederländischer Verein) und der Euriade e. V. organisiertes internationales Festival des Dialogs in der Eurode bzw. der Euregio Maas-Rhein.

## Veranstaltungen
Im Rahmen dieses Festivals finden verschiedene klassische Musikaufführungen und Musikwettbewerbe, eine Reihe Jugend im Dialog mit Jugendlichen aus der Euregio Maas-Rhein und anderen Ländern  (Österreich, Russland, Ukraine, Süd-Afrika, Palestina, Kroatien etc.), Konzerte, Lesungen und Kunstausstellungen statt. Veranstaltungsorte sind unter anderem die Abtei Rolduc (Kerkrade, Niederlande), die Burg Rode (Herzogenrath), das Alte Kurhaus Aachen, sowie andere Veranstaltungsorte in den Niederlanden und Deutschland. Intendant der Euriade ist Werner Janssen.
Vom 27. bis zum 28. Januar 2008 hielt die Stichting Euriade ein Charlemagne-Festival zum Thema Befreiung von Auschwitz in Aachen, Heerlen, Kerkrade und Eupen ab.
Bis 2013 organisierte die Stichting Euriade regelmäßig den Prix amadéo de piano, einen internationalen Wettbewerb für junge Künstler sowie das AmadèO-Musikfestival mit klassischen Konzerten.

## Martin Buber-Plakette
Die Stichting Euriade verleiht seit 2002 alljährlich die Martin-Buber-Plakette für besondere Verdienste um die Menschlichkeit. Die Plakette wurde durch die Aachener Künstlerin Martha Klems gestaltet.
Preisträger bisher:
- 2002: Helmut Schmidt (Bundeskanzler a. D.)
- 2003: Richard von Weizsäcker (Bundespräsident a. D.) (Laudatio: Dries van Agt)
- 2004: Karlheinz Böhm, Gründer der Hilfsorganisation Menschen für Menschen, für sein jahrelanges Engagement in Äthiopien (Laudatio: Fritz Pleitgen)
- 2005: Herman van Veen, Musiker, UNICEF-Botschafter und Gründer der Stiftung Für die Rechte des Kindes (Laudatio: Sabine Christiansen)
- 2006: Klaus Maria Brandauer für sein karitatives Engagement im Rahmen der Karin-Brandauer-Stiftung (Laudatio: Campino, der Brandauer durch die Inszenierung der Dreigroschenoper in Berlin kennt.)
- 2007: Waris Dirie für ihr Engagement gegen Genitalverstümmelung. (Laudatio: Verena Kulenkampff)
- 2008: Michail Gorbatschow erhielt gemeinsam mit seiner Tochter Irina Gorbatschowa die Plakette. Die Laudatio hielt Hans-Dietrich Genscher
- 2009: Liesje und Hugo Tempelman
- 2010: H.R.H. Prinzessin Irene van Lippe-Biesterfeld
- 2011: Peter Maffay
- 2012: Garri Kasparow für sein Engagement für Kinder und Jugendliche in einer von ihm gegründete Schach-Stiftung. (Laudatio: Daniel Cohn-Bendit)
- 2013: Hans-Dietrich Genscher. Die ursprüngliche Verleihung am 15. November wurde wegen einer Erkrankung des Preisträgers auf den 7. Februar 2014 in der Abtei Rolduc in Kerkrade verlegt (Laudatoren: Klaus Kinkel und Dries van Agt)
- 2014: Königin Silvia von Schweden wurde am 25. November 2014 in der Abtei Rolduc in Kerkrade, Niederlande geehrt (Laudatio: Liz Mohn)
- 2015: Thomas Quasthoff, verliehen am 27. November 2015 (Laudatio: Peter Alferink)
- 2016: Klaus Johannis, verliehen am 18. November 2016 in der Abtei Rolduc (Laudatoren: Theo Bovens und Emil Hurezeanu)
- 2017: Shay Cullen, verliehen am 17. November 2017
- 2018: Paul van Vliet, verliehen am 23. November 2018
- 2019: Dries van Agt, Verleihung am 22. November 2019 (Laudatoren: Armin Laschet und Jan Terlouw)
- 2020: Auma Obama, Verleihung am 27. November 2020 in der Abtei Rolduc in Kerkrade
- 2022: Iris Berben, Verleihung am 18. November 2022 in der Abtei Rolduc, Laudatio: Michel Friedman
- 2023: Almaz Böhm
- 2024: Georg Sporschill